# Ali Asadov
Ali Hidajet oglu Asadov (ázerbájdžánsky Əli Hidayət oğlu Əsədov; * 30. listopadu 1956 Baku) je ázerbájdžánský politik, který zastává funkci předsedy vlády poté, co ho 8. října 2019 do této funkce jmenoval prezident Ilham Alijev.

## Raný život
Narodil se 30. listopadu 1956 v Baku. V roce 1974 absolvoval střední školu č. 134 v Baku a nastoupil na Plechanovovu ruskou ekonomickou univerzitu v Moskvě, kterou absolvoval v roce 1978. V letech 1978 až 1980 sloužil v Sovětské armádě.

## Kariéra
V prvních ázerbájdžánských parlamentních volbách konaných 12. listopadu 1995 byl zvolen poslancem v poměrném zastoupení na období 1995 až 2000 za stranu Nová ázerbájdžánská strana.

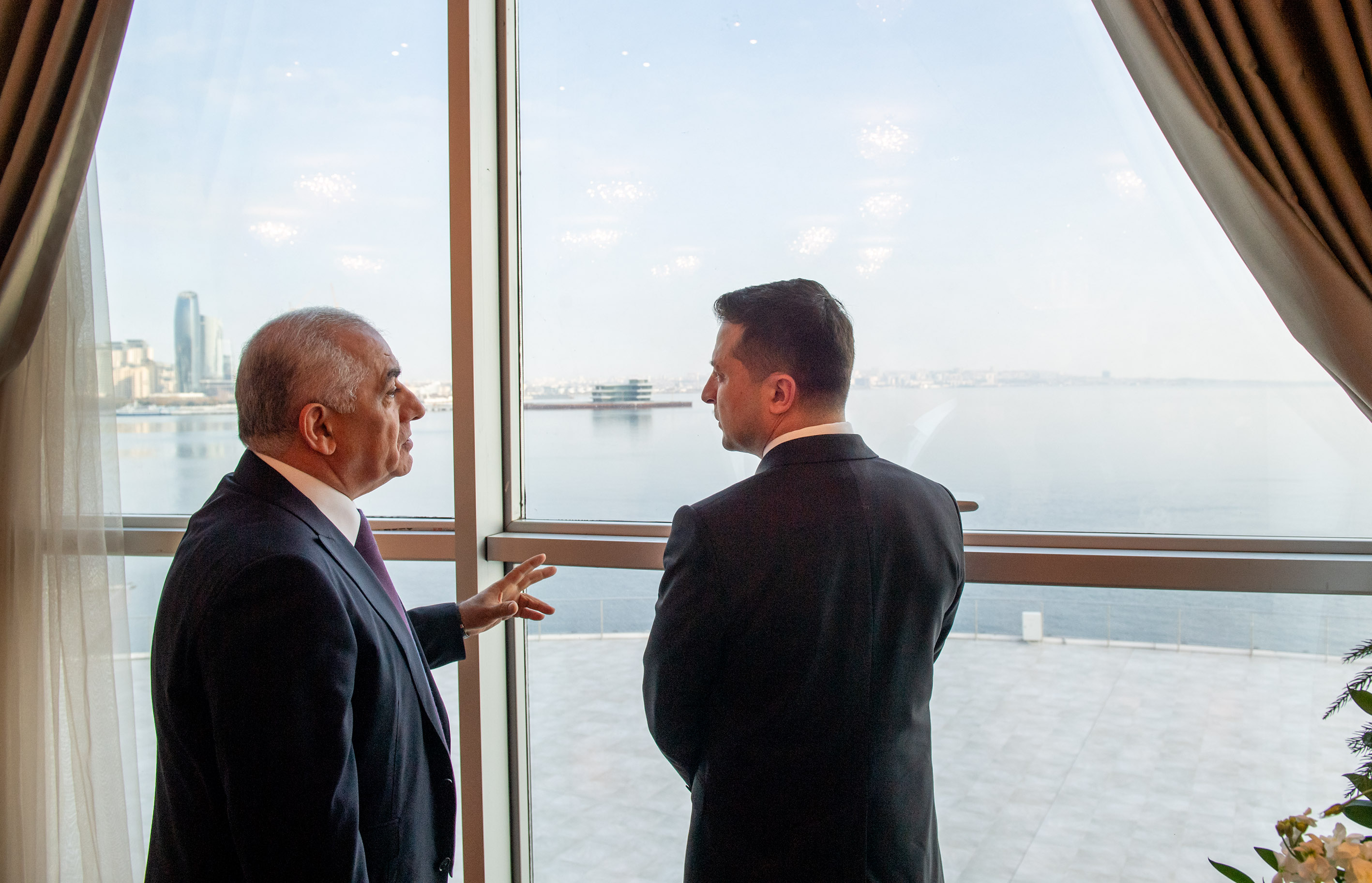
Asadov s ukrajinským prezidentem Volodymyrem Zelenským během své první návštěvy Ázerbájdžánu

Dne 17. dubna 1998 byl jmenován asistentem prezidenta pro ekonomické záležitosti. Podle dekretu prezidenta Ilhama Alijeva ze dne 30. listopadu 2012 byl Asadov jmenován zástupcem vedoucího prezidentské administrativy a v roce 2017 asistentem prezidenta pro ekonomické záležitosti. Asadov je považován za blízkého spojence prezidenta Alijeva. V říjnu 2019 byl po rezignaci Novruze Mamedova zvolen předsedou vlády poměrem hlasů 105:0.